# Модель Рамсея — Касса — Купманса

Фрэнк Пламптон Рамсей

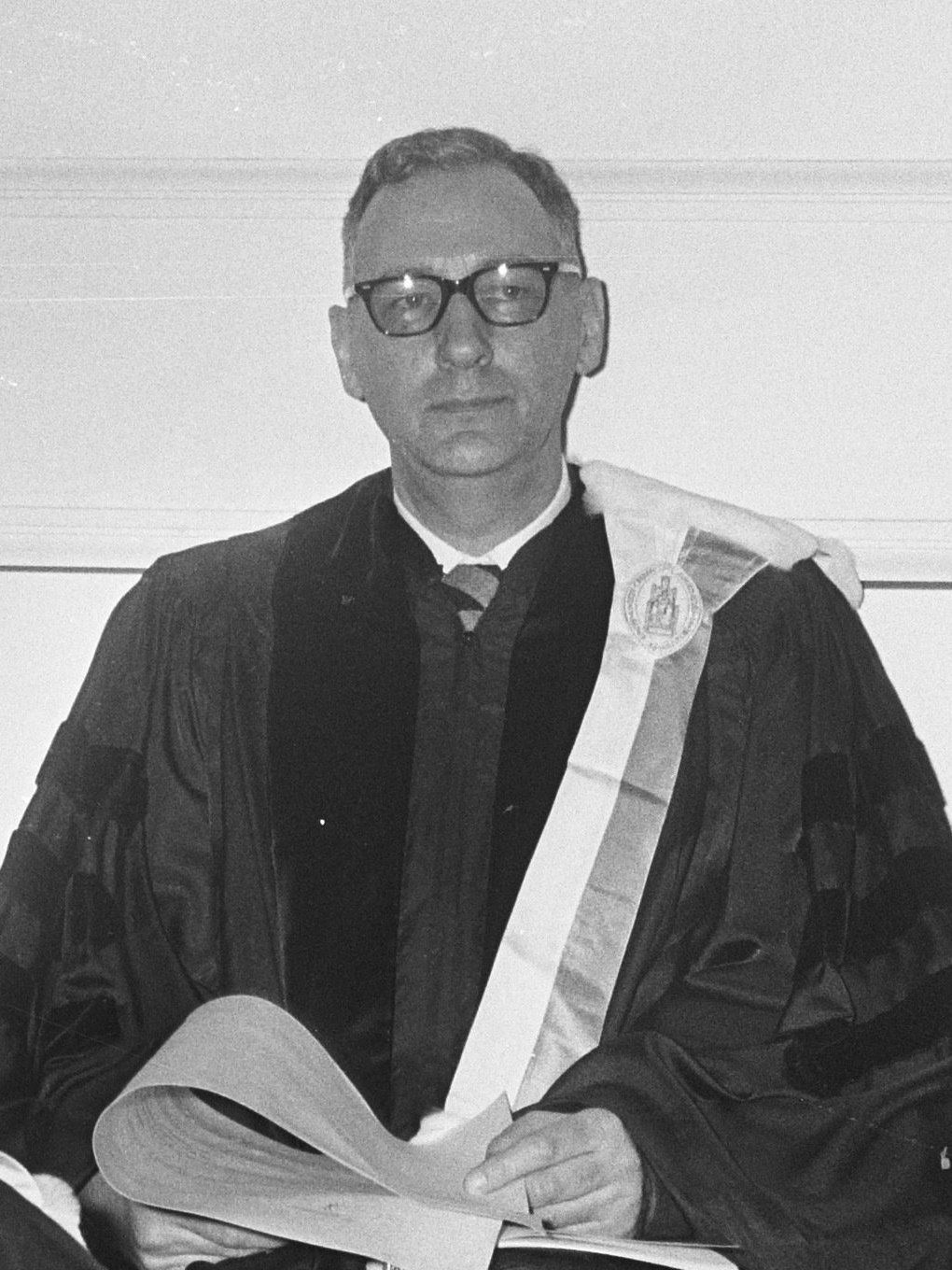
Тьяллинг Чарльз Купманс

Модель Рамсея — Касса — Купманса (модель Рамсея, неоклассическая модель экономического роста, англ. Ramsey—Cass—Koopmans model) — неоклассическая модель экзогенного экономического роста в условиях совершенной конкуренции. Внесла вклад в понимание того, каким образом решения индивидов формируют норму сбережений в экономике. Оптимальная динамика потребления из модели (правило Кейнса — Рамсея) оказалась удачной заменой экзогенной норме сбережений и затем применялась и в более поздних моделях экономического роста. Вместе с тем, модель не даёт удовлетворительного объяснения межстрановым различиям в уровне дохода на душу населения. Разработана одновременно и независимо друг от друга Тьяллингом Купмансом и Дэвидом Кассом с использованием идей Фрэнка Рамсея в 1963 году.

## История создания
В первых моделях экономического роста (модель Солоу, модель Харрода — Домара) использовались экзогенно задаваемые параметры: «норма сбережений» и «темп научно-технического прогресса», от которых, в конечном итоге, и зависят темпы роста экономики. Исследователи же хотели получить обоснование темпов экономического роста внутренними (эндогенными) факторами, поскольку модели с нормой сбережений имели ряд недостатков. Эти модели не объясняли устойчивые различия в уровнях и темпах роста между развивающимися и развитыми странами. Для объяснения нормы сбережений как следствия решений экономических агентов, исследователи обратились к работе Фрэнка Рамсея «Математическая теория сбережений», опубликованной в The Economic Journal ещё в декабре 1928 года. В ней была выведена межвременная функция полезности потребителя и найдено условие оптимального выбора потребителя. Используя идеи Фрэнка Рамсея, будущий лауреат Нобелевской премии по экономике Тьяллинг Купманс в работе «Оптимальный рост в агрегированной модели накопления капитала», опубликованной как «работа для обсуждения» в Йельском университете 6 декабря 1963 года, и изданной в более подробной версии в сборнике The Econometric Approach to Development Planning в 1965 году, и Дэвид Касс в работе «Оптимальный рост в агрегированной модели накопления капитала», изданной в июле 1965 года в журнале The Review of Economic Studies представили модель Рамсея — Касса — Купманса (также известную как модель Рамсея, неоклассическая модель экономического роста), главной особенностью которой стало определение нормы сбережений в ходе решения задач оптимизации потребителями и фирмами, взаимодействующими в условиях совершенной конкуренции.
Работы Дэвида Касса и Тьяллинга Купманса фактически излагают одинаковую модель (за исключением условия трансверсальности, введенного Кассом). Хотя работа Касса опубликована позже и в ней есть ссылка на работу Купманса, при этом Купманс, в свою очередь, в изданной полной версии работы, в которой также появляется условие трансверсальности, ссылается на диссертацию Касса. Оба исследователя предполагали, что пришли к этой модели «одновременно и независимо друг от друга». Подробно история с названием данной модели изложена в работе  Стивена Спира и Уоррена Янга «Оптимальные сбережения и оптимальный рост: модель Рамсея — Малинво — Купманса». В ней авторы отмечают вклад Эдмона Малинво, который сформулировал условие трансверсальности раньше Касса, однако не применил его к рассматриваемой модели.

## Описание модели

### Базовые предпосылки модели
В модели рассматривается закрытая экономика. Фирмы максимизируют свою прибыль, а потребители — полезность. Фирмы функционируют в условиях совершенной конкуренции. Производится только один продукт {\displaystyle Y}, используемый, как для потребления {\displaystyle C}, так и для инвестиций {\displaystyle I}. Темпы технологического прогресса {\displaystyle g}, роста населения {\displaystyle n} и норма выбытия капитала {\displaystyle \delta }  — постоянны и задаются экзогенно. В качестве работника и потребителя в модели выступает бесконечно живущий индивид (или домохозяйство). Предполагается, что между разными поколениями существуют альтруистические связи, при принятии решений домохозяйство учитывает ресурсы и потребности не только настоящих, но и будущих своих членов, что делает его решения аналогичным решениям бесконечно живущего индивида. Время {\displaystyle t} изменяется непрерывно.
Доходы индивида состоят из заработной платы {\displaystyle w_{t}} и поступлений от активов {\displaystyle ra_{t}}. Активы индивида {\displaystyle a_{t}} могут быть как положительными, так и отрицательными (долг). Процентная ставка {\displaystyle r_{t}} по доходам с активов и по долгу в модели принята одинаковой. В связи с этим в модели присутствует условие отсутствия схемы Понци (финансовой пирамиды): нельзя бесконечно выплачивать старые долги за счет новых:
{\displaystyle \lim _{t\to \infty }a_{t}e^{-\int \limits _{0}^{t}(r(\nu )-n)d\nu }\geq 0},
где {\displaystyle a_{t}={\frac {K_{t}}{L_{t}}}=k_{t}}  — в закрытой экономике весь капитал принадлежит резидентам, а величина активов индивида {\displaystyle a} совпадает с запасом капитала на одного работающего {\displaystyle k}.
Предпосылка о закрытой экономике означает, что произведенный продукт тратится на инвестиции  и потребление, экспорт и импорт отсутствуют, сбережения равны инвестициям: {\displaystyle S=I}, {\displaystyle Y=C+I}.
Производственная функция {\displaystyle Y(K,L,E)} удовлетворяет неоклассическим предпосылкам:
1) технологический прогресс увеличивает производительность труда (нейтрален по Харроду): {\displaystyle Y_{t}=Y(K_{t},L_{t}E_{t}),E_{t}=e^{gt},g=const}.
2) в производственной функции используются труд {\displaystyle L} и капитал {\displaystyle K}, она обладает постоянной отдачей от масштаба: {\displaystyle Y(aK,aLE)=aY(K,LE)}.
3) предельная производительность факторов положительная и убывающая: {\displaystyle {\frac {\partial Y}{\partial K}}>0,{\frac {\partial ^{2}Y}{\partial K^{2}}}<0,{\frac {\partial Y}{\partial L}}>0,{\frac {\partial ^{2}Y}{\partial L^{2}}}<0}.
4) производственная функция удовлетворяет условиям Инады, а именно, если запас одного из факторов бесконечно мал, то его предельная производительность бесконечно велика, если же запас одного из факторов бесконечно велик, то его предельная производительность бесконечно мала: {\displaystyle \lim _{K\to 0}{\frac {\partial Y}{\partial K}}=\lim _{L\to 0}{\frac {\partial Y}{\partial L}}=+\infty ,\lim _{K\to +\infty }{\frac {\partial Y}{\partial K}}=\lim _{L\to +\infty }{\frac {\partial Y}{\partial L}}=0}.
5) для производства необходим каждый фактор: {\displaystyle Y(K,0)=Y(0,LE)=0}.
Население {\displaystyle L_{t}}, равное в модели совокупным трудовым ресурсам, растет с постоянным темпом {\displaystyle n}: {\displaystyle L_{t}=e^{nt},n=const}.
Индивид предлагает одну единицу труда (предложение труда неэластично) и получает натуральную заработную плату (в единицах товара). Функция полезности бесконечно живущего индивида-потребителя имеет вид:
{\displaystyle U=\int _{0}^{\infty }u(c_{t})e^{-(\rho -n)t}dt},
где {\displaystyle c_{t}={\frac {C_{t}}{L_{t}}}} — потребление на душу населения в момент времени {\displaystyle t}; {\displaystyle \rho } — коэффициент межвременного предпочтения потребителя,{\displaystyle \rho >0,\rho =const}.
Функция полезности {\displaystyle u(c_{t})} является сепарабельной, то есть потребление прошлых и будущих периодов не влияют на текущую полезность, влияет только потребление текущего периода. Она удовлетворяет условиям {\displaystyle u'(c)>0,u''(c)<0} и условиям Инады (при потреблении, стремящемся к нулю, предельная полезность стремится к бесконечности, при потреблении, стремящемся к бесконечности, предельная полезность стремится к нулю): {\displaystyle \lim _{c\to 0}u'(c)=+\infty ;\lim _{c\to \infty }u'(c)=0}.
Для поиска решения модели используются удельные показатели: выпуск на единицу труда {\displaystyle y={\frac {Y}{L}}}, выпуск на единицу эффективного труда {\displaystyle {\hat {y}}={\frac {Y}{LE}}}, запас капитала на единицу эффективного труда {\displaystyle {\hat {k}}={\frac {K}{LE}}}, потребление на единицу эффективного труда {\displaystyle {\hat {c}}={\frac {C}{LE}}}.

### Задача потребителя
Доходы индивида расходуются либо на потребление, либо на увеличение активов (сбережений). Население растет темпом {\displaystyle n}, поэтому активы на одного человека сокращаются с этим же темпом, то есть скорость изменения активов в каждый момент времени уменьшается на {\displaystyle na_{t}}. Таким образом, производная активов по времени {\displaystyle {\dot {a}}}, выступающая в качестве бюджетного ограничения индивида, имеет вид:
{\displaystyle {\dot {a}}=w_{t}+r_{t}a_{t}-c-na_{t}}.
Задача потребителя заключается в максимизации полезности {\displaystyle U} при бюджетном ограничении и при ограничении на отсутствие схемы Понци. Поскольку бюджетное ограничение представлено как производная по времени, то задача потребителя представлена в виде задачи динамической оптимизации. Её решение можно найти путём построения функция Гамильтона и нахождения её максимума с помощью принципа максимума Понтрягина.
Функция Гамильтона выглядит следующим образом:
{\displaystyle H=u(c)e^{-(\rho -n)t}+\lambda _{t}(w_{t}+r_{t}a_{t}-c-na_{t})}
при условии:
{\displaystyle \lim _{t\to \infty }a_{t}e^{-\int \limits _{0}^{t}(r(\nu )-n)d\nu }\geq 0}.
Условие максимума первого порядка: {\displaystyle {\frac {\partial H}{\partial c}}=u'(c)e^{-(\rho -n)t}-\lambda _{t}=0}.
Фазовая координата (сопряжённое уравнение): {\displaystyle {\frac {\partial H}{\partial a}}=(r_{t}-n)\lambda _{t}=-{\dot {\lambda }}}, где {\displaystyle {\dot {\lambda }}} — производная {\displaystyle \lambda } по времени.
Условие трансверсальности (при невыполнении которого найденное решение может оказаться не максимумом, а седловой точкой): {\displaystyle \lim _{t\to \infty }\lambda _{t}a_{t}=0}, где {\displaystyle \lambda _{t}} представляют собой теневые цены активов (теневые цены учитывают внешние эффекты в стоимости товаров, если фирмы и потребители принимают решения в соответствии со структурой цен, пропорциональной теневой, то в экономике достигается оптимальное по Парето состояние). В данном случае условие трансверсальности совпадает с ограничением на отсутствие схемы Понци.
Искомое решение имеет вид:
{\displaystyle r_{t}-n=\rho -n-{\biggl (}{\frac {u''(c)}{u'(c)}}c{\biggr )}{\frac {\dot {c}}{c}}},
где {\displaystyle {\dot {c}}} — производная потребления по времени, {\displaystyle {\frac {u''(c)}{u'(c)}}c} — эластичность предельной полезности по потреблению.
Поскольку для дальнейшего анализа необходимо, чтобы эта величина была постоянной, вводится дополнительная предпосылка о виде функции полезности: в качестве неё используют функцию с постоянной эластичностью замещения:
{\displaystyle u(c)={\frac {c^{1-\theta }-1}{1-\theta }}}.
В таком случае, {\displaystyle {\frac {u''(c)}{u'(c)}}c=-{\theta }}, а значит:
{\displaystyle {\frac {\dot {c}}{c}}={\frac {1}{\theta }}(r_{t}-\rho )},
где {\displaystyle {\dot {c}}} — производная потребления на душу населения по времени.
Найденное решение называется правилом Кейнса — Рамсея. Оно было получено Фрэнком Рамсеем, а содержательную интерпретацию ему дал Джон Кейнс.

### Задача фирмы
Производственную функцию {\displaystyle Y=f(K,LE)=f({\hat {k}})LE} можно записать через удельные показатели: {\displaystyle {\hat {y}}=f({\hat {k}})}. Задача фирмы состоит в максимизации прибыли {\displaystyle \pi }:
{\displaystyle \pi =f(K_{t},L_{t}E_{t})-(r+\delta )K_{t}-wL_{t}=L_{t}E_{t}{\biggl (}f({\hat {k_{t}}})-(r+\delta ){\hat {k_{t}}}-{\frac {w}{E_{t}}}{\biggr )}\rightarrow \max }
Поскольку фирмы функционируют в условиях совершенной конкуренции, то предельные производительности факторов производства равны их ценам:
{\displaystyle {\frac {\partial Y_{t}}{\partial K}}=f'({\hat {k_{t}}})=r_{t}+\delta },
{\displaystyle {\frac {\partial Y_{t}}{\partial L}}=(f({\hat {k_{t}}})-{\hat {k_{t}}}f'({\hat {k_{t}}}))e^{gt}=w_{t}}.

### Общее экономическое равновесие

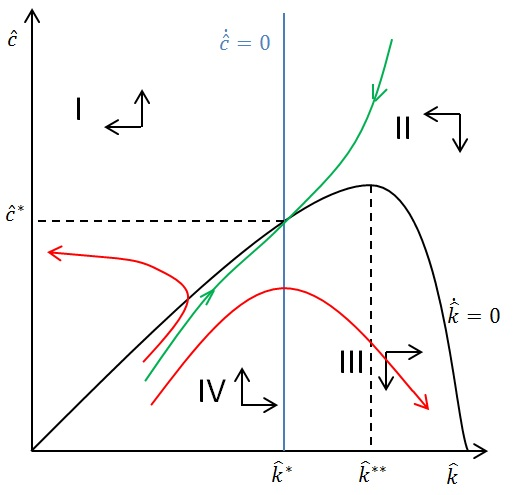
Модель Рамсея — Касса — Купманса, фазовая плоскость

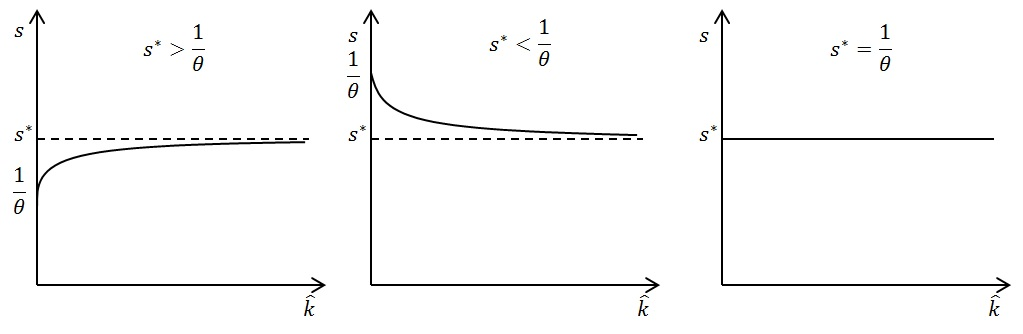
Модель Рамсея — Касса — Купманса, динамика нормы сбережений

Учитывая, что {\displaystyle a=k}, подставив полученные из решения задачи фирмы значения {\displaystyle r} и {\displaystyle w} в уравнение динамики активов, получим:
{\displaystyle {\dot {\hat {k}}}=f({\hat {k_{t}}})-{\hat {c}}-(\delta +n+g){\hat {k_{t}}}}.
Поскольку {\displaystyle {\frac {\dot {\hat {c}}}{\hat {c}}}={\frac {\dot {c}}{c}}-g}, решение задачи потребителя можно записать в следующем виде:
{\displaystyle {\frac {\dot {\hat {c}}}{\hat {c}}}={\frac {1}{\theta }}(r_{t}-\rho -g\theta )={\frac {1}{\theta }}(f'({\hat {k_{t}}})-\delta -\rho -\theta g{\biggr )}}.
В стационарном состоянии {\displaystyle {\dot {\hat {c}}}={\dot {\hat {k}}}={\dot {\hat {y}}}=0}. Откуда, получаем, что {\displaystyle f'({\hat {k_{t}}})=\delta +\rho +\theta g}. В итоге, устойчивое состояние описывается системой уравнений:
{\displaystyle {\begin{cases}{\hat {c}}^{*}=f({\hat {k}}^{*})-(\delta +n+g){\hat {k}}^{*},\\f'({\hat {k}}^{*})=\delta +\rho +\theta g,\end{cases}}}
где {\displaystyle {\hat {c}}^{*}} — потребление, а {\displaystyle {\hat {k}}^{*}} — капиталовооружённость на единицу эффективного труда в устойчивом состоянии.
По условию трансверсальности:
{\displaystyle \lim _{t\to \infty }{\biggl (}{\hat {k}}_{t}e^{-\int \limits _{0}^{t}({f'({\hat {k}}_{\nu })-\delta -g-n})d\nu }{\biggr )}=0},
откуда следует что {\displaystyle f'({\hat {k}})>\delta +n+g}. С учетом уравнения для {\displaystyle {\frac {\dot {\hat {c}}}{\hat {c}}}}, это условие означает, что для существование устойчивого состояния необходимо, чтобы {\displaystyle \rho +\theta g>g+n}. Также это означает, что в модели Рамсея — Касса — Купманса накопление капитала ниже, чем уровень максимизирующий потребление (модифицированное Золотое правило: {\displaystyle {\frac {\partial f({\hat {k}}^{**})}{\partial k}}=\delta +n+g}, где {\displaystyle {\hat {k}}^{**}} — капиталовооружённость на единицу эффективного труда, соответствующая Золотому правилу), а значит, невозможна динамическая неэффективность в виде избыточного накопления капитала.
Достижение равновесия в модели можно проиллюстрировать при помощи фазовой плоскости. Линии {\displaystyle {\dot {\hat {c}}}=0} и {\displaystyle {\dot {\hat {k}}}=0} делят диаграмму на четыре квадранта. Слева от линии {\displaystyle {\dot {\hat {c}}}=0} траектория капиталовооружённости идет вверх, а справа от линии {\displaystyle {\dot {\hat {c}}}=0} — вниз. Выше линии {\displaystyle {\dot {\hat {k}}}=0} траектория капиталовооружённости идет влево, а ниже линии {\displaystyle {\dot {\hat {k}}}=0} — вправо. Таким образом, в квадранте I траектория идет влево и вверх, в квадранте II — влево и вниз, в квадранте III — вправо и вниз, в квадранте IV — вправо и вверх. В итоге, в модели существует только одна траектория, ведущая к равновесию — зеленая линия на иллюстрации.  На этой линии расположено множество точек {\displaystyle {\hat {c}}_{0}} и {\displaystyle {\hat {k}}_{0}}, из которых система приходит в устойчивое состояние. Варианты траектории из других точек показаны красным, в этом случае в конечном итоге становится равной нулю либо капиталовооружённость ({\displaystyle {\hat {k}}=0}), либо потребление ({\displaystyle {\hat {c}}=0}). Поскольку оптимальная траектория капиталовооружённости в модели имеет вид седла, её также называют «седловой путь».
Динамика нормы сбережений по мере приближения к равновесному состоянию также показана на иллюстрации.
В рассматриваемой модели равновесия для централизованной и децентрализованной экономики одинаковы.

### Конвергенция
Модель предполагает наличие условной конвергенции, то есть, что страны с малым уровнем капиталовооружённости будут расти более высокими темпами, чем страны с большим уровнем капиталовооружённости {\displaystyle k}, при условии, что устойчивое состояние у них одинаково. Скорость приближения к устойчивому состоянию можно оценить при помощи линейной аппроксимации посредством разложения в ряд Тейлора дифференциальных уравнений для {\displaystyle {\dot {\hat {c}}}} и {\displaystyle {\dot {\hat {k}}}}:
{\displaystyle {\begin{cases}{\dot {\hat {c}}}\approx {\frac {\partial {\dot {\hat {c}}}}{\partial {\hat {k_{t}}}}}\vert _{{\hat {k_{t}}}={\hat {k}}^{*}}({\hat {k_{t}}}-{\hat {k}}^{*})+{\frac {\partial {\dot {\hat {c}}}}{\partial {\hat {c_{t}}}}}\vert _{{\hat {c_{t}}}={\hat {c}}^{*}}({\hat {c_{t}}}-{\hat {c}}^{*}),\\{\dot {\hat {k}}}\approx {\frac {\partial {\dot {\hat {k}}}}{\partial {\hat {k_{t}}}}}\vert _{{\hat {k}}={\hat {k}}^{*}}({\hat {k_{t}}}-{\hat {k}}^{*})+{\frac {\partial {\dot {\hat {k}}}}{\partial {\hat {c}}_{t}}}\vert _{{\hat {c_{t}}}={\hat {c}}^{*}}({\hat {c_{t}}}-{\hat {c}}^{*}).\end{cases}}}
Из условий устойчивости следует, что угловой коэффициент у второго слагаемого ({\displaystyle c_{t}-{\hat {c}}^{*}}) во втором уравнении равен -1, а в первом — 0. Используя уравнения устойчивого состояния, можно записать линейные аппроксимации в следующем виде:
{\displaystyle {\begin{cases}{\dot {\hat {c}}}\approx {\frac {f''({\hat {k}}^{*}){\hat {c}}}{\theta }}({\hat {k_{t}}}-{\hat {k}}^{*}),\\{\dot {\hat {k}}}\approx (\rho +\theta g-g)({\hat {k_{t}}}-{\hat {k}}^{*})-({\hat {c_{t}}}-{\hat {c}}^{*}).\end{cases}}}
Решение этой системы уравнений имеет вид:
{\displaystyle {\begin{cases}{\hat {k}}_{t}-{\hat {k}}^{*}=({\hat {k}}_{0}-{\hat {k}}^{*})e^{\mu t},\\{\hat {c}}_{t}-{\hat {c}}^{*}=({\hat {c}}_{0}-{\hat {c}}^{*})e^{\mu t},\end{cases}}}
где {\displaystyle \mu } — коэффициент, характеризующий скорость конвергенции.
Расчеты скорости конвергенции по модели Рамсея — Касса — Купманса с использованием параметров, близких к параметрам экономики США, предсказывают высокую скорость конвергенции, не наблюдаемую на реальных данных.

### Фискальная политика в модели

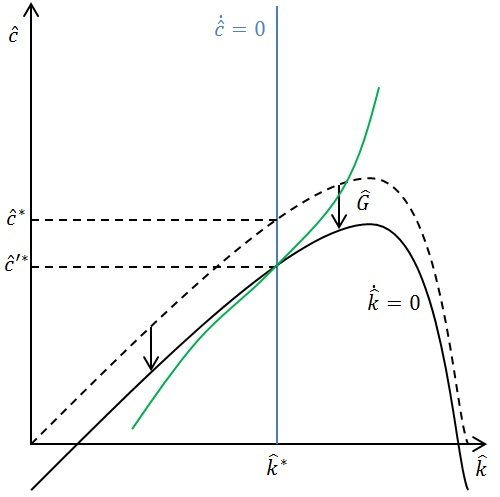
Модель Рамсея — Касса — Купманса, фазовая плоскость, фискальная политика

Модель позволяет оценить влияние фискальной политики на равновесие. Предполагается, что величина налогов предполагается равной величине государственных расходов, которые не влияют на полезность индивидов и будущий выпуск. В этом случае уравнение для {\displaystyle {\dot {\hat {k}}}} примет следующий вид:
{\displaystyle {\dot {\hat {k}}}=f({\hat {k_{t}}})-{\hat {c}}-{\hat {G}}-(\delta +n+g){\hat {k_{t}}}},
где {\displaystyle {\hat {G}}} — величина государственных расходов на единицу труда с постоянной эффективностью.
В результате фискальной политики кривая {\displaystyle {\dot {\hat {k}}}=0}  сдвигается вниз на величину {\displaystyle {\hat {G}}} и равновесие в модели устанавливается на прежнем уровне капиталовооружённости, но потребление снизится на  величину {\displaystyle {\hat {G}}}. Таким образом, в модели государственные расходы вытесняют потребление.
Влияние фискальной политики на равновесие проиллюстрировано при помощи фазовой плоскости.

## Преимущества, недостатки и дальнейшее развитие модели
Наиболее важный вклад модели Рамсея — Касса — Купманса состоит в том, что она раскрыла механизм формирования нормы сбережений через решения потребителей, а также стала основой для дальнейшего анализа того, как решения индивидов формируют накопления физического и человеческого капитала, и как следствие, научно-технический прогресс. Это стало большим шагом вперёд по сравнению с моделью Солоу, и во многом по этой причине модель стала отправной точкой для многих исследователей, которые использовали её концептуальный и математический аппарат для построения своих моделей. Неоклассическая модель экономического роста рассматривается во всех современных учебниках макроэкономики и теории экономического роста.
Оптимальная динамика потребления из модели (правило Кейнса — Рамсея) оказалась удачной заменой экзогенной норме сбережений и затем применялась и в более поздних моделях экономического роста, где в качестве экономического агента выступает бесконечно живущий индивид (или домохозяйство): в АК-модели, модели обучения в процессе деятельности, модели Удзавы — Лукаса, модели растущего разнообразия товаров.
Включение в модель внешних эффектов от уровня физического и человеческого капитала (для чего в некоторых случаях пришлось отказаться от 2, 3 и 4 предпосылки неоклассической производственной функции) привело к развитию АК-моделей.
Мигель Сидрауски добавил в модель денежную массу, чтобы проанализировать влияние денежной эмиссии и инфляции на реальные показатели в экономике. В итоге в расширенной модели равновесие получилось таким же, как и в модели без денежной массы, что означает отсутствие влияния предложения денег на реальные показатели. Полученное свойство было названо нейтральностью денег.
В качестве недостатка модели некоторые исследователи указывали бесконечно живущего индивида (или домохозяйство) в качестве вечного потребителя. По мере взросления характер потребительского поведения меняется. Если в молодом возрасте индивид работает и делает сбережения, то в старости он эти сбережения тратит. Этот факт был отражен в модели пересекающихся поколений, которая полностью отрицает альтруистические связи между поколениями.
Вместе с тем, модель не внесла существенного вклада в понимание причин межстрановых различий в уровне ВВП на душу населения и темпах его роста. Модель предполагает наличие условной конвергенции, что означает, что бедные страны должны расти быстрее богатых при условии схожести структурных параметров, но в реальности этого не происходит, как показали, например, исследования Р. Холла и Ч. Джонса, Дж. Де Лонга, П. Ромера. Есть лишь единичные примеры (японское экономическое чудо, корейское экономическое чудо) когда бедные страны смогли догнать богатые по уровню ВВП на душу населения, в большинстве своём сближения уровня развития не происходит. Также, как и в модели Солоу, научно-технический прогресс в модели Рамсея — Касса — Купманса не является следствием принятия решений экономическими агентами, а задается экзогенно.
В модели невозможна динамическая неэффективность, решения для централизованной и децентрализованной экономики одинаковы, а значит невозможно неоптимальное по Парето равновесие в экономике, потому модель не показывает, как неправильная экономическая политика или ограничивающие социальные институты могут замедлить развитие страны. Другими словами, модель не объясняет причин, по которым бедные страны остаются бедными и не могут догнать богатые.